# Cristo marziano
Cristo marziano (Jesus on Mars 1979) è un romanzo di fantascienza dello scrittore statunitense Philip José Farmer.

## Trama
Una spedizione internazionale (e interculturale) sul pianeta Marte, porta alla brusca scoperta di un grande insediamento nel sottosuolo, popolato da esseri umani ed alieni Krish giunti dall'abisso interstellare.
I quattro componenti, tre uomini e una donna, vengono soccorsi ed ospitati, seppur isolati dalla Terra, apprendendo via via la cultura e le usanze di quella che sembra un'utopia retta da uno statuto religioso, in una commistione di Cristianesimo ed Ebraismo.
Si narra come i Krish avrebbero visitato la Terra all'alba dell'epoca cristiana, accogliendo nella loro astronave degli esseri umani, tra questi l'apostolo Mattia, ma un incidente li avrebbe costretti a fermarsi su Marte, dove avrebbero fondato la colonia sotterranea. In seguito sarebbe apparso tra loro il Nazareno manifestandosi con i poteri divini ed eleggendosi il Messia atteso da Ebrei e Cristiani.
Normalmente residente nel sole artificiale, che illumina e riscalda la colonia, il Nazareno discende tra i comuni mortali durante la maggiore festività religiosa, tra l'acclamazione degli abitanti e lo sgomento dei terrestri: accolto suo malgrado dal comandante Orme, cristiano battista, e con molta riserva dai di lui compagni, (uno ebreo, l'altro musulmano), il maggior sconvolgimento lo causa all'atea Madaleine, che tenta il suicidio.
Il Nazareno annuncia tramite il mezzo televisivo la sua intenzione di recarsi sulla Terra, promettendo all'Umanità pace, benessere e longevità. Il libro termina con lo sbarco dei Marziani che, pur dovendo sventare un attentato dinamitardo per mezzo dei poteri del Nazareno, saranno accolti benevolmente dai Terrestri. 
Al lettore, per via delle parole pronunciate al comandante Orme dal Nazareno, resta il dubbio che quest'ultimo possa essere un'entità extraterrestre e di pura energia, fattasi riconoscere ed eleggere quale Messia prospettando una futura conquista terrestre.

## Edizioni
Il romanzo fu pubblicato nel gennaio del 1984 dalla casa editrice torinese Sevagram, nel numero 1 della collana Fantascienza Book Club, e nell'ottobre 1991 nel numero 175 della collana Classici Fantascienza della Arnoldo Mondadori Editore. La traduzione è di Riccardo Valla.
La copertina dell'edizione Classici è di Oscar Chichoni.
- Philip José Farmer, Jesus on Mars, Pinnacle Press, 1979.
- Philip José Farmer, Cristo marziano, traduzione di Riccardo Valla, Fantascienza Book Club n° 1, Sevagram, 1984,  p. 352.
- Philip José Farmer, Cristo marziano, traduzione di Riccardo Valla, collana Classici Fantascienza n° 175, Arnoldo Mondadori Editore, 1991,  p. 222.